# 牛脚油
牛脚油（ぎゅうきゃくゆ、英語: Neatsfoot oil, beef foot oil, trotter oil）とは、牛脚の脂肉と骨から加熱抽出して得られる液状油。主に非食用の副産物として生産される。

## 概要
凝固点は-4から4°Cで、黄色の液体。オレイン酸が主成分で、他にパルミチン酸やヘキサデセン酸などを含む。動物性油脂としては臭気が少なく比較的化学的安定性が良好である。潤滑油、加脂剤成分、保革油として用いられる。